# Baimashania wangii
Baimashania wangii är en korsblommig växtart som beskrevs av Al-shehbaz. Baimashania wangii ingår i släktet Baimashania och familjen korsblommiga växter. Inga underarter finns listade i Catalogue of Life.